# La Misión, Gómez Farías
La Misión är en ort i Mexiko.   Den ligger i kommunen Gómez Farías och delstaten Tamaulipas, i den centrala delen av landet, 400 km norr om huvudstaden Mexico City. La Misión ligger 69 meter över havet och antalet invånare är 143.
Terrängen runt La Misión är platt åt nordost, men åt sydväst är den kuperad. Terrängen runt La Misión sluttar österut. Runt La Misión är det ganska tätbefolkat, med 65 invånare per kvadratkilometer. Närmaste större samhälle är Ciudad Mante, 12,6 km söder om La Misión. Trakten runt La Misión består till största delen av jordbruksmark.